# Villa Karma

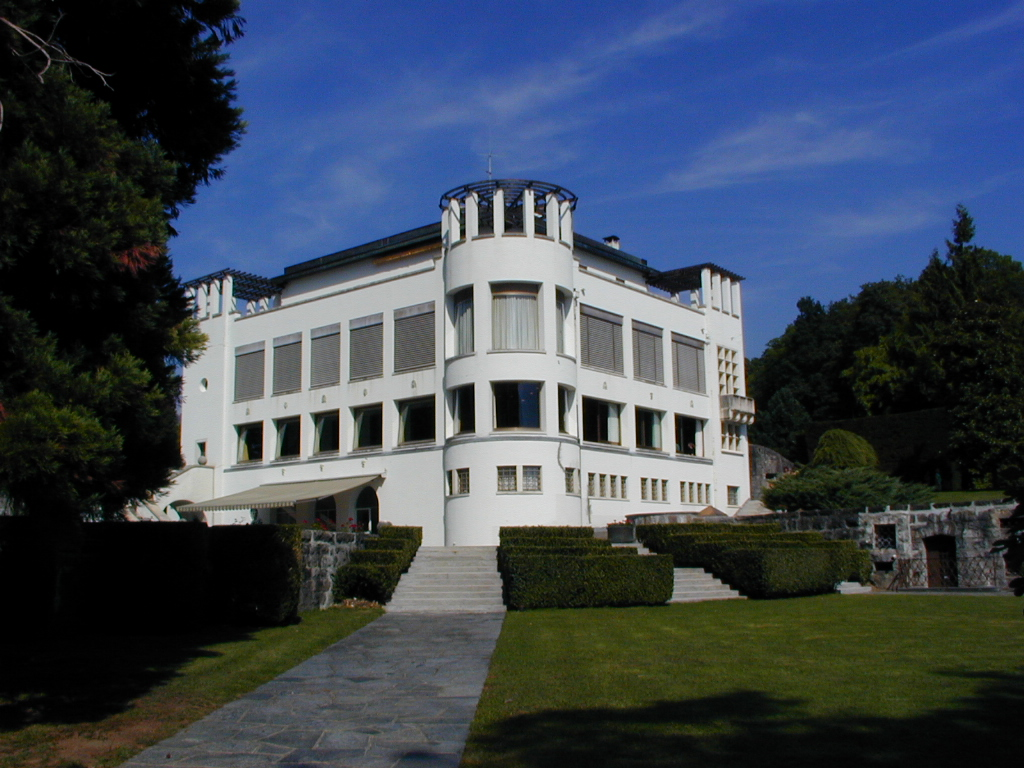
Villa Karma

Villa Karma a Montreux, sulle rive del lago di Ginevra, in Svizzera, è il primo edificio realizzato da Adolf Loos (1903-1906) e Hugo Ehrlich (1908-1912).
Si tratta, in realtà, di una ampia ristrutturazione con ampliamento di casa Maladaire, di proprietà di Theodor Beer, ricco fisiologo viennese. Questi aveva dapprima affidato i lavori a Henri Lavanchy, chiamando solo in un secondo tempo Loos, per sistemare gli interni. Nemmeno Loos, però, portò a compimento i lavori, e la ristrutturazione fu terminata dall'architetto croato Hugo Ehrlich, tra il 1908 e il 1912.

## Esterno
Attorno al vecchio nucleo Loos, aggiungendo verande su tre lati, sviluppa una sorta di "promenade architecturale", sulla quale fa affacciare tutti gli ambienti di rappresentanza della villa.
La pianta ottenuta è quasi quadrata e lo sviluppo verticale genera una forma tendenzialmente cubica. Loos opta per una dissociazione totale tra gli ambienti interni e i prospetti esterni: è particolarmente evidente la difformità tra lo spoglio volume esterno e la ricchezza di materiali utilizzati negli ambienti interni, ulteriormente differenziati da ambiente ad ambiente, a seconda dell'effetto ricercato.
I lavori furono temporaneamente bloccati dalle forze dell'ordine a seguito delle proteste di alcuni cittadini per la bruttezza dell'edificio, ritenuto troppo spoglio; episodio che si ripeté nuovamente durante l'edificazione della Looshaus in Michaelerplatz, a Vienna.

## Interno
Loos, inoltre, applica in questo edificio le teorie sulla separazione degli ambienti che aveva avuto modo di conoscere durante il suo viaggio in America: separa molto nettamente gli ambienti pubblici da quelli più intimi e privati, anche mediante l'uso delle luci. I locali destinati al raccoglimento e alla riflessione sono, infatti, caratterizzati da luci molto soffuse, che entrano indirettamente, al contrario degli spazi comunitari. L'architetto divide poi la zona giorno, concentrata al piano terra, da quella notte, che si trova al secondo piano, mediante una sala della musica, che occupando quasi per intero il primo piano, funge da filtro tra le due aree.
Nel guardaroba al piano terra ritroviamo la concezione ornamentale di Loos, con un armadio a muro non decorato, ma che punta solo sulla bellezza del legno utilizzato. Oltre il guardaroba il corridoio separa i due ambienti giorno principali a piano terra: la sala da pranzo e la sala del fumo. Quest'ultima è un ambiente molto intimo, caratterizzato da colori tenui, evidenziati dalla debole luce che filtra attraverso i vetri colorati della finestra.
La sala da pranzo, al contrario, è più luminosa e dominata dal marmo, che riveste sia i muri che il pavimento a scacchi, così come la veranda adiacente. La sala presenta, inoltre murature stondate in corrispondenza delle porte – sistemazione rara nell'opera loosiana – utilizzate per enfatizzare lo spessore murario.
L'ambiente più moderno del piano è la biblioteca, che comunica nella parte terminale con la sala lettura, la stanza più nascosta del piano, destinata alla riflessione intellettuale.
Al primo piano si trova la sala della musica, un ambiente molto raffinato, caratterizzato dal legno, che ricopre tutto, dal pavimento a parquet fino al soffitto a cassettoni. Allo stesso livello è presente anche la grande sala da bagno, realizzata in uno stile classicheggiante, coperta da una volta a botte parzialmente sorretta da colonne marmoree, con due grandi vasche incassate nel pavimento.
Attraverso un piccolo vano scale si accede alle camere da letto all'ultimo piano. La camera dei coniugi Beer è caratterizzata dall'assenza di aperture che affaccino direttamente sull'esterno e prende luce o indirettamente dalla veranda adiacente alla stanza stessa o mediante luci elettriche (grande innovazione al tempo). Dalla veranda e dal tetto giardino con pergolati si gode una piacevole vista sul lago di Ginevra.